# Selección de fútbol sub-17 de Samoa
La selección de fútbol sub-17 de Samoa es el equipo representativo de dicho país en las competiciones oficiales. Su organización está a cargo de la Federación de Fútbol de Samoa, miembro de la OFC y la FIFA.

## Estadísticas

### Copa Mundial Sub-17
| Año                         | Fase              | Posición          | PJ                | PG                | PE                | PP                | GF                | GC                |
| --------------------------- | ----------------- | ----------------- | ----------------- | ----------------- | ----------------- | ----------------- | ----------------- | ----------------- |
| China 1985                  | Sin participación | Sin participación | Sin participación | Sin participación | Sin participación | Sin participación | Sin participación | Sin participación |
| Canadá 1987                 | Sin participación | Sin participación | Sin participación | Sin participación | Sin participación | Sin participación | Sin participación | Sin participación |
| Escocia 1989                | Sin participación | Sin participación | Sin participación | Sin participación | Sin participación | Sin participación | Sin participación | Sin participación |
| Italia 1991                 | Sin participación | Sin participación | Sin participación | Sin participación | Sin participación | Sin participación | Sin participación | Sin participación |
| Japón 1993                  | Sin participación | Sin participación | Sin participación | Sin participación | Sin participación | Sin participación | Sin participación | Sin participación |
| Ecuador 1995                | Sin participación | Sin participación | Sin participación | Sin participación | Sin participación | Sin participación | Sin participación | Sin participación |
| Egipto 1997                 | No clasificó      | No clasificó      | No clasificó      | No clasificó      | No clasificó      | No clasificó      | No clasificó      | No clasificó      |
| Nueva Zelanda 1999          | No clasificó      | No clasificó      | No clasificó      | No clasificó      | No clasificó      | No clasificó      | No clasificó      | No clasificó      |
| Trinidad y Tobago 2001      | No clasificó      | No clasificó      | No clasificó      | No clasificó      | No clasificó      | No clasificó      | No clasificó      | No clasificó      |
| Finlandia 2003              | No clasificó      | No clasificó      | No clasificó      | No clasificó      | No clasificó      | No clasificó      | No clasificó      | No clasificó      |
| Perú 2005                   | Sin participación | Sin participación | Sin participación | Sin participación | Sin participación | Sin participación | Sin participación | Sin participación |
| Corea del Sur 2007          | Sin participación | Sin participación | Sin participación | Sin participación | Sin participación | Sin participación | Sin participación | Sin participación |
| Nigeria 2009                | Sin participación | Sin participación | Sin participación | Sin participación | Sin participación | Sin participación | Sin participación | Sin participación |
| México 2011                 | Sin participación | Sin participación | Sin participación | Sin participación | Sin participación | Sin participación | Sin participación | Sin participación |
| Emiratos Árabes Unidos 2013 | No clasificó      | No clasificó      | No clasificó      | No clasificó      | No clasificó      | No clasificó      | No clasificó      | No clasificó      |
| Chile 2015                  | No clasificó      | No clasificó      | No clasificó      | No clasificó      | No clasificó      | No clasificó      | No clasificó      | No clasificó      |
| India 2017                  | No clasificó      | No clasificó      | No clasificó      | No clasificó      | No clasificó      | No clasificó      | No clasificó      | No clasificó      |
| Brasil 2019                 | No clasificó      | No clasificó      | No clasificó      | No clasificó      | No clasificó      | No clasificó      | No clasificó      | No clasificó      |
| Indonesia 2023              | No clasificó      | No clasificó      | No clasificó      | No clasificó      | No clasificó      | No clasificó      | No clasificó      | No clasificó      |
| Catar 2025                  | No clasificó      | No clasificó      | No clasificó      | No clasificó      | No clasificó      | No clasificó      | No clasificó      | No clasificó      |
| Total                       | 0/20              | -                 | 0                 | 0                 | 0                 | 0                 | 0                 | 0                 |

### Campeonato Sub-17 de la OFC
| Año                     | Fase              | Posición          | PJ                | PG                | PE                | PP                | GF                | GC                |
| ----------------------- | ----------------- | ----------------- | ----------------- | ----------------- | ----------------- | ----------------- | ----------------- | ----------------- |
| Nueva Zelanda 1983      | Sin participación | Sin participación | Sin participación | Sin participación | Sin participación | Sin participación | Sin participación | Sin participación |
| República de China 1986 | Sin participación | Sin participación | Sin participación | Sin participación | Sin participación | Sin participación | Sin participación | Sin participación |
| Australia 1989          | Sin participación | Sin participación | Sin participación | Sin participación | Sin participación | Sin participación | Sin participación | Sin participación |
| Nueva Zelanda 1991      | Sin participación | Sin participación | Sin participación | Sin participación | Sin participación | Sin participación | Sin participación | Sin participación |
| Nueva Zelanda 1993      | Sin participación | Sin participación | Sin participación | Sin participación | Sin participación | Sin participación | Sin participación | Sin participación |
| Vanuatu 1995            | Sin participación | Sin participación | Sin participación | Sin participación | Sin participación | Sin participación | Sin participación | Sin participación |
| Nueva Zelanda 1997      | Primera ronda     | 7º                | 3                 | 0                 | 0                 | 3                 | 0                 | 11                |
| Fiyi 1999               | Primera ronda     | 8º                | 4                 | 1                 | 0                 | 3                 | 4                 | 13                |
| Samoa 2001              | Primera ronda     | 8º                | 4                 | 1                 | 0                 | 3                 | 5                 | 17                |
| Samoa Americana 2003    | Primera ronda     | 8º                | 4                 | 1                 | 0                 | 3                 | 3                 | 10                |
| Nueva Caledonia 2005    | Sin participación | Sin participación | Sin participación | Sin participación | Sin participación | Sin participación | Sin participación | Sin participación |
| Polinesia Francesa 2007 | Sin participación | Sin participación | Sin participación | Sin participación | Sin participación | Sin participación | Sin participación | Sin participación |
| Nueva Zelanda 2009      | Sin participación | Sin participación | Sin participación | Sin participación | Sin participación | Sin participación | Sin participación | Sin participación |
| Nueva Zelanda 2011      | Sin participación | Sin participación | Sin participación | Sin participación | Sin participación | Sin participación | Sin participación | Sin participación |
| Vanuatu 2013            | No clasificó      | No clasificó      | No clasificó      | No clasificó      | No clasificó      | No clasificó      | No clasificó      | No clasificó      |
| Samoa 2015              | Primera ronda     | 8º                | 5                 | 1                 | 0                 | 4                 | 7                 | 22                |
| Polinesia Francesa 2017 | Primera ronda     | 8º                | 3                 | 0                 | 0                 | 3                 | 0                 | 26                |
| Islas Salomón 2018      | Primera ronda     | -                 | 3                 | 0                 | 1                 | 2                 | 4                 | 9                 |
| Fiyi 2023               | Cuartos de final  | -                 | 3                 | 0                 | 1                 | 2                 | 6                 | 7                 |
| Total                   | 8/19              | -                 | 33                | 5                 | 3                 | 25                | 39                | 126               |

### Entrenadores
- Malo Vaga (2013)
- Desmond Fa'aiuaso (2015-2017)
- Martin Tamasese (2018-2020)